# مدال فر
مدال فرّ (Medal of Farr) یکی از نشان‌های افتخار در ایران است.
واژه فرّ در زبان فارسی به معنای شأن و شوکت و رفعت و شکوه است.

## شرایط احراز
این مدال که در دوران رضاشاه و محمدرضا شاه پهلوی اعطاء می‌شد یک نوع و طبق آیین‌نامه به درجه داران و افرادی که حداقل مدت یک سال در محل سازمانی با حسن خدمت، انجام وظیفه نموده یا رانندگانی که دو سال متوالی خودروی خود را به‌طور ممتاز نگهداری نموده و مرتکب هیچ گونه خلاف راهنمایی و رانندگی و تصادف نشده یا لااقل یک سال با یگان مربوطه در مأموریت مرزی یا انتظامی در نقاط دوردست بوده و مأموریت‌ها و وظایف محوله را به نحو رضایت بخشی انجام داده و قبلاً در حدود اختیارات فرماندهی مربوطه مورد تقدیر قرار گرفته یا در انجام مأموریت‌های مستقل با ابتکارات، وظایف خود را به صورت ممتازی انجام داده یا با ترجمه یا تألیف و نگارش مقالات و کتب سودمند یا ایراد سخنرانی‌های ارتشی، سطوح معلومات همکاران خود را بالا برده و موجب تقویت روحی افراد می‌شدند، اعطاء می‌گردید.